# Symphurus undatus
Symphurus undatus är en fiskart som beskrevs av Gilbert, 1905. Symphurus undatus ingår i släktet Symphurus och familjen Cynoglossidae. Inga underarter finns listade i Catalogue of Life.